# Assateague Beach Coast Guard Station
L'Assateague Beach Coast Guard Station est une station de l'United States Coast Guard située sur Assateague Island, dans le comté d'Accomack, en Virginie. 
La première station est construite en 1874. Elle est reconstruite en 1922 sur un autre site.
Protégée au sein de l'Assateague Island National Seashore, elle est inscrite au Virginia Landmarks Register depuis le 20 février 1973 et au Registre national des lieux historiques depuis le 2 novembre 2015.